# Back in the Game (Fernsehserie)
Back in the Game ist eine US-amerikanische Sitcom des Fernsehsenders ABC. In den Hauptrollen sind unter anderem Maggie Lawson und James Caan zu sehen.

## Handlung
Die alleinerziehende Mutter Terry kehrt zurück in ihre Heimat, wo sie die Baseballmannschaft ihres jungen Sohnes trainiert, dabei tauchen sehr viele Probleme auf.

## Besetzung und Synchronisation
Die deutschsprachige Synchronisation entstand unter der Dialogregie von Heidrun Bartholomäus durch die Synchronfirma Lavendelfilm in Potsdam.
| Figur                          | Darsteller            | Deutscher Sprecher |
| ------------------------------ | --------------------- | ------------------ |
| Terry Gannon, Jr.              | Maggie Lawson         | Nicole Hannak      |
| Terry „The Cannon“ Gannon, Sr. | James Caan            | Rainer Gerlach     |
| Dick Slingbaugh                | Ben Koldyke           | Matthias Klie      |
| Danny Gannon                   | Griffin Gluck         |                    |
| Lulu Lovette                   | Lenora Crichlow       |                    |
| David Slingbaugh               | Cooper Roth           |                    |
| Michael Lovette                | J. J. Totah           |                    |
| Vanessa                        | Kennedy Waite         |                    |
| Dudley Douglas                 | Brandon Selgado-Telis |                    |

## Episodenliste
| Nr. | Deutscher Titel              | Originaltitel                 | Erstausstrahlung USA     | Deutschsprachige Erstausstrahlung () | Regie                | Drehbuch                      | Zuschauer (USA) |
| --- | ---------------------------- | ----------------------------- | ------------------------ | ------------------------------------ | -------------------- | ----------------------------- | --------------- |
| 1   | Zurück auf dem Feld          | Pilot                         | 25. Sep. 2013            | 7. Jan. 2018                         | John Requa           | Robb Cullen & Mark Cullen     | 8,01 Mio.       |
| 2   | Das geheime Zimmer           | Stay In or Bail Ou            | 2. Okt. 2013             | 7. Jan. 2018                         | Eric Appel           | Warren Lieberstein            | 6,71 Mio.       |
| 3   | Barb und andere Katastrophen | Play Hard or Go Home          | 9. Okt. 2013             | 14. Jan. 2018                        | Eyal Gordin          | Gregg Mettler                 | 6,53 Mio.       |
| 4   | Der neue Danny               | The Change Up                 | 16. Okt. 2013            | 14. Jan. 2018                        | Eyal Gordin          | Joe Lawson                    | 6,35 Mio.       |
| 5   | Selbst ist die Frau          | She. Could. Go. All. The. Way | 13. Okt. 2013            | 21. Jan. 2018                        | Joe Nussbaum         | Eric Goldberg & Peter Tibbals | 6,27 Mio.       |
| 6   | Die Highschool-Feindin       | Night Games                   | 30. Okt. 2013            | 21. Jan. 2018                        | David Katzenberg     | Scott Boden Hodges            | 6,11 Mio.       |
| 7   | Ein Herz für Dudley          | Safety Squeeze                | 13. Nov. 2013            | 21. Jan. 2018                        | Jeff Melman          | Kevin Garnett                 | 6,47 Mio.       |
| 8   | Geburtstagsstress            | No Crying in Baseball         | 20. Nov. 2013            | 28. Jan. 2018                        | Charles Minsky       | Charles Minsky                | 6,14 Mio.       |
| 9   | Präsidentin Terry            | Massive Election              | 4. Dez. 2013             | 28. Jan. 2018                        | Eric Appel           | Robb & Mark Cullen            | 5,21 Mio.       |
| 10  | Das perfekte Weihnachtsfest  | I’ll Slide Home for Christmas | 11. Dez. 2013            | 28. Jan. 2018                        | Lev L. Spiro         | Corinne Kingsbury             | 6,14 Mio.       |
| 11  | Farbenspiele                 | Color Barrier                 | 23. Feb. 2014 (Internet) | 4. Feb. 2018                         | Lev L. Spiro         | Robb and Mark Cullen          | —               |
| 12  | Verlustängste                | Sports Therapy                | 23. Feb. 2014 (Internet) | 4. Feb. 2018                         | Michael Patrick Jann | Gregg Mettler                 | —               |
| 13  | Ein Traumprinz für zwei      | Who’s on First                | 23. Feb. 2014 (Internet) | 4. Feb. 2018                         | Charles Minsky       | John Requa & Glenn Ficarra    | —               |